# 龙潭区 (勐冒县)
龙潭区，又译隆业区，是缅甸佤邦勐冒縣下辖的一个区。

## 地理
龙潭区位于勐冒县东北部，北接栋玛区，西北接王冷区，西南接岩城区，东南接中国云南省西盟县新厂镇、勐卡镇和岳宋乡。

## 行政沿革
1992年，佤邦以昆马区、岩城区、王冷区交界地区7个乡析设龙潭特区，由佤邦中央直辖。2008年1月1日，龙潭特区改为龙潭区，划归勐冒县管辖。

## 行政区划
龙潭区下辖5乡：
- 合平乡（和平乡）：二村、三村、四村、五村[5]
- 西古乡
- 永邦乡：四村、六村
- 田斯龙乡（石龙乡）：一村、二村
- 大来老乡：一村